# Comuna Liutenski Budîșcea, Zinkiv
Liutenski Budîșcea (în ucraineană Лютенські Будища) este o comună în raionul Zinkiv, regiunea Poltava, Ucraina, formată din satele Dovjok și Liutenski Budîșcea (reședința).

## Demografie
Componența lingvistică a comunei Liutenski Budîșcea
     Ucraineană (98,61%)
     Rusă (1,33%)
     Alte limbi (0,06%)
Conform recensământului din 2001, majoritatea populației comunei Liutenski Budîșcea era vorbitoare de ucraineană (98,61%), existând în minoritate și vorbitori de rusă (1,33%).